# Demos & Rarities
Demos & Rarities – album muzyczny zespołu Ramzes & The Hooligans, tworzący muzykę zaliczaną do gatunku punk rock i w szczególności street punk / oi!. Wydawcą albumu była wytwórnia Olifant Records. Album został wydany w 2005 r. na płycie kompaktowej. Jego reedycje z 2017 r. i z 2022 r. zostały wydane na długogrających płytach winylowych, a w 2023 r. ukazał się album CD w edycji limitowanej. Jest to album kompilacyjny obejmujący nagrania z różnych okresów, w tym nagrania z prób, dema, single i utwory live. Na płytach CD zamieszczono 26 utworów. Czas trwania nagrań wynosił 65 minut i 1 sekunda. Natomiast na płytach gramofonowych zamieszczono 17 utworów.

## Historia
Album muzyczny „Demos & Rarities” zespołu Ramzes & The Hooligans został po raz pierwszy wydany w 2005 r. przez wytwórnię Olifant Records. Ideą tego wydawnictwa było między innymi udostępnienie fanom nagrań utworów, do których dostęp był do tej pory niemożliwy lub znacząco utrudniony, a więc obejmujący nagrania archiwalne, zebrane z prób, demówek, singli oraz koncertów. W 2017 r. to samo wydawnictwo wydało reedycję albumu, z nieco zmienionym repertuarem, tym razem jednak zamieszczonym na płycie gramofonowej (wydany 10.12.2017 r.). Kolejną długogrającą płytę winylową z tym albumem w edycji limitowanej wydano w 2022 r. (wydany w listopadzie 2022 r. / grudniu 2022 r.), a w następnym roku ukazało się także w edycji limitowanej wydanie CD albumu z zestawem utworów pochodzących z wydania pierwszego (data premiery 26.05.2023 r.).

## Muzyka i nagrania
Muzyka tworzona przez zespół Ramzes & The Hooligans to punk rock, a w szczególności street punk / oi!, a zaprezentowane wydawnictwo było albumem kompilacyjnym. Na płytach CD zamieszczonych zostało 26 utworów, a czas trwania nagrań wynosił 65 minut i 1 sekunda. Natomiast na płytach gramofonowych zamieszczono 17 utworów.
Zawarte w albumy utwory powstały i zostały nagrane w różnych latach oraz różnych warunkach. Pośród nich znajdują się nagrania z próby zespołu jaka miała miejsce w 1987 r. (utwory od numeru 1 do 6 na płycie CD), nagranie solowe Ramzesa z 1986 r. (utwór numer 7 na płycie CD), utwory wydane na singlach (utwory od numeru 8 do 15 na płycie CD), utwory z dema nagranego w 1995 r. (utwór numer 16 i 17 na płycie CD) oraz utwory live z 1988 r. (utwory od numeru 17 do 26 na płycie CD). Te ostanie były nagraniami z koncertu w Gliwicach z 1988 r.. Natomiast wcześniej wspominane nagrania od numeru 8 do numeru 15, wydane także jako single zostały nagrane w dniach 6-7 kwietnia 1994 r., w studiu nagraniowym "Fors" z Czeskiego Cieszyna. Niektóre z tych utworów były wcześniej zamieszczone na różnych wydawnictwach, takich jak demo czy singiel, a niektóre z utworów były jedynie przedmiotem prób i prezentowane były na koncertach, a niedostępne na jakimkolwiek wydawnictwie muzycznym. Do takich utworów, które po raz pierwszy znalazły się na fonograficznym nośniku, zaliczają się nagrania pod tytułem „Oswojony punk”, „Bar” „Szatan” czy „Biała siła”.
Pośród utworów zawartych w albumie znajdują się covery i adaptacje:
- „Peter Noster Banda”, utwór tradycyjny, adaptacja Razmes,
- „Chodź Pójdziemy Tam”, muzyka Sex Pistols, tekst Nocne Szczury,
- „Niedziela”, muzyka Cockney Rejects, tekst Baranki Boże[13][14].

## Muzycy
Znaczna rozpiętość czasowa, kiedy dokonywana były nagrania, które następnie zostały zamieszczone na tym albumie, w powiązaniu ze zmianami w składzie zespołu, skutkują, że utwory nagrywane w różnych latach tworzyli różni muzycy. Niezmienną osobą jest lider zespołu, gitarzysta i przede wszystkim wokalista Andrzej Krettek, występujący pod pseudonimem Ramzes. W publikacjach można jednak spotkać opinie, że zmiany te (dotyczące składu zespołu) nie wpłynęły znacząco na prezentowaną muzykę. Na płycie w jednym z utworów – „Nicky Cruz” – zaśpiewała wokalistka o pseudonimie Biedrona. Natomiast jeden z utworów, pod tytułem „Napiszę na murach”, został wykonany przez Ramzesa solowo (solowy występ Ramzesa w konwencji „unppluged”).

## Wydania i albumy
Pierwsze wydanie albumu miało miejsce 2005 r. a kolejne w latach 2017 r., 2022 r. i 2023 r..
Wydanie z 2005 r. zawarte zostało na płycie kompaktowej. W katalogu wydawcy nadano mu numer Olifant Records 011. Była to edycja limitowana w ilości 100 szt. Każdy z egzemplarzy miał nadany numer od 001 do 100. Było to wydanie pudełkowe w formie Jewel Case CD. Same płyty zostały wytłoczone w Vegart, identyfikator VEGCD 2099 (Matrix / Runout: Vegart [logotype] VEGCD 2099).
Kolejne wydania albumu obejmowały płyty winylowe. Album z 2017 r. został wydany na czarnym winylu o następujących parametrach: rozmiar 12", prędkość: 33 1/3 rpm, gramatura: 140 gramów / 12". Była to również edycja limitowa. Oznaczenie producenta: Olifant Records – 103 LP 2017, Olifant Records – 103LP. Kolejne wydanie w postaci płyty długogrającej nastąpiło w 2022 r. Miało ono przypisaną tę samą etykietę wydawcy co podana wyżej. Tym razem był to niebieski przeźroczysty winyl. Także ta edycja była limitowana i obejmowała 100 numerowanych egzemplarzy z numeracją od 001 do 100.
Następne wydanie albumu miało miejsce w 2023 r. Była to płyta CD w standardowej obwolucie plastikowej (dwułamowy digipack foliowany – folia błysk, wkładka) z zachowaną etykietą 011.

## Utwory
| Lp | Nagranie       | Tytuł                 | CD 2005 r., 2023 r. pozycja | CD czas (min.:sek.) | LP 2017 r. i 2022 r. pozycja |
| -- | -------------- | --------------------- | --------------------------- | ------------------- | ---------------------------- |
| 1  | Próba’87       | Peter Noster Banda    | 1                           | 2:20                | B9                           |
| 2  | Próba’87       | Oswojony Punk         | 2                           | 2:19                | B10                          |
| 3  | Próba’87       | 77                    | 3                           | 2:50                | B11                          |
| 4  | Próba’87       | Szatan                | 4                           | 2:13                | B12                          |
| 5  | Próba’87       | Bar                   | 5                           | 1:19                | B13                          |
| 6  | Próba’87       | Uśmiechnij Się        | 6                           | 1:56                | B14                          |
| 7  | Ramzes Solo’86 | Napisze Na Murach     | 7                           | 2:02                | Nie                          |
| 8  | Single         | Wielkanoc             | 8                           | 2:05                | A1                           |
| 9  | Single         | Zwykły Szary Dzień    | 9                           | 2:47                | A2                           |
| 10 | Single         | Autovidol             | 10                          | 2:21                | A3                           |
| 11 | Single         | Nicky Cruz            | 11                          | 2:42                | A4                           |
| 12 | Single         | Skok Na Kiosk         | 12                          | 2:14                | A5                           |
| 13 | Single         | Robotnik              | 13                          | 2:41                | A6                           |
| 14 | Single         | Poland Alkoholand     | 14                          | 2:41                | A7                           |
| 15 | Single         | Nicky Cruz            | 15                          | 2:40                | A8                           |
| 16 | Demo’95        | Walka Klas            | 16                          | 3:05                | Nie                          |
| 17 | Demo’95        | Oi Bootboy            | 17                          | 2:01                | Nie                          |
| 18 | Live’88        | Skok Na Kiosk         | 18                          | 2:20                | B15                          |
| 19 | Live’88        | Silni Zwarci I Gotowi | 19                          | 2:50                | Nie                          |
| 20 | Live’88        | Naprzód 23            | 20                          | 2:55                | Nie                          |
| 21 | Live’88        | Skinhead              | 21                          | 3:20                | B16                          |
| 22 | Live’88        | Chodź Pójdziemy Tam   | 22                          | 2:32                | Nie                          |
| 23 | Live’88        | Rydułtowy             | 23                          | 3:29                | Nie                          |
| 24 | Live’88        | Niedziela             | 24                          | 3:13                | Nie                          |
| 25 | Live’88        | Biała Siła            | 25                          | 2:19                | Nie                          |
| 26 | Live’88        | Autovidol             | 26                          | 1:47                | Nie                          |
| 27 | b.d.           | Masz zasady           | Nie                         | n.d.                | B17                          |

## Odbiór i opinie
Album zebrał pozytywne opinie, niekiedy entuzjastyczne, choć istnieją także uwagi o nieco innym zabarwieniu. Odnoszą się one jednak bardziej do części twórczości Ramzesa i przede wszystkim treści niektórych utworów, niż stricte do samego albumu. Część z opinii podkreśla, że już sam zespół na czas wydania albumu to legenda oi!, co samo w sobie przyciąga uwagę do wydawnictwa, choć dla wielu fanów punk rocka Ramzes i jego zespół to przysłowiowa ość w gardle. Pośród najbardziej pozytywnych opinii można znaleźć takie określenia jak między innymi rarytas dla zagorzałych fanów, bardzo dobre wrażenie - same hity!, ponad 60 minut świetnej zabawy. Co do samej muzyki to określa się ją między innymi jako prosty, motoryczny punk z tekstami dalekimi od tego, co śpiewały zespoły przełomu lat 80-tych i 90-tych, z niezmiennym wokalem, którego nie sposób pomylić z żadnym innym wykonawcą.
Pośród mniej przychylnych opinii o albumie znajdują się wypowiedzi dotyczące raczej części twórczości oraz tekstów niektórych utworów. Co do samej muzyki, to tutaj zamiast prostego, motorycznego punka pojawia się określenie chuligański, dość prymitywny punk rock. Natomiast zarzuty dotyczą raczej tekstów o zabarwieniu nacjonalistycznym, chuligańskim czy odnoszącym się do subkultury skinheadów, które mogły podburzać ówcześnie, szczególnie właśnie skinheadów, do niebezpiecznych i zazwyczaj potępianych działań, w tym przemocy wobec innych osób. I nie zmienia raczej negatywnego nastawienia do tych przekazów późniejsze (po kilku latach) wyjaśnienia Ramzesa w udzielonym wywiadzie, że były to pastisz, „jaja”, żarty, zgryw, które nie bardzo przekonują jednego z autorów tych opinii, nawet jeśli daje im wiarę. Tym bardziej, że niektóre takie utwory zostały wykorzystane przez zespół Polska, już rzekomo całkiem na serio. Do tej grupy przypisuje się między innymi takie utwory jak „Silni, zwarci i gotowi”, „Oi! Bootboy” i „Biała siła”. Choć nawet ten sam autor przyznaje, że duża część materiału rzeczywiście może śmieszyć czy bawić, przykładowo utwory „Skok na kiosk”, „Poland Alkoholand” albo „Autovidol”. Podsumowaniem takiego odbioru są takie wypowiedzi jak: prowokacja jest matką punk rocka ale są granice, ... te kawałki są przykładem totalnego braku odpowiedzialności, zabawny dokument, można się z tego śmiać – bo faktycznie śmiechu one warte, ale nie 15 lat temu (w odniesieniu do daty pierwszego wydania w 2005 r., czyli nie w czasach przełomu lat 80. i 90. XX wieku, kiedy utwory powstały).
Za bardzo pozytywny aspekt wydawnictwa wskazuję się w jego odbiorze fakt zestawienie trudno dostępnych lub zupełnie niebulikowych wcześniej nagrań w jednym wydawnictwie. W tym aspekcie można znaleźć określenia takie jak wykopaliska.
Nieco inną sprawą jest jakość samych nagrań. Tu zauważane jest, iż są to nagrania historyczne. W przypadku niektórych utworów nie jest to jakość dobra. W recenzjach podkreśla się, że nie może to wpłynąć na bardzo pozytywną ocenę samych utworów, jednak jest to fakt niezaprzeczalny i dostrzegalny. Tym bardziej, że fakt ten był uwypuklony przez samego wydawcę informacją zamieszczoną na okładce o wątpliwej jakości niektórych nagrań. Co do niektórych z wydań to np. w odniesieniu do płyty CD z 2023 r. można przeczytać że całość wydana bardzo profesjonalnie bez obniżania kosztów. Tak samo dobrze oceniano wydanie płyt długogrających. Przykładowo o wydaniu z 2017 r. można przeczytać opinię mówiącą o luksusowej szacie graficznej w formacie digi-pack.